# Simonetta Ponchia
Simonetta Ponchia ist eine italienische Assyriologin, die an der Universität Verona (Department of Cultures and Civilizations) lehrt und sich auf die Literatur und Geschichte des Assyrischen Reichs spezialisiert hat. 

## Karriere
Simonetta Ponchia studierte klassische Literatur an der Universität Padua, wo sie 1982 ihr Masterstudium abschloss. 1990 folgte ein Studienaufenthalt an der Johns-Hopkins-Universität in Baltimore. 1992 erfolgte die Promotion an der Universität Neapel „L’Orientale“ mit der Arbeit „Strumenti retorici nelle iscrizioni reali assire“. 
Von 2001 bis 2005 nahm sie an den italienischen Ausgrabungen in Qatna teil.
Seit 2001 ist sie professore associato an der Universität Verona.

### Forschungsschwerpunkte
- Geschichte Mesopotamiens und Syriens im ersten Jahrtausend v. Chr.
- Mesopotamische Historiographie
- Mesopotamische Literatur
- Kulturkontakte und Kulturtransfer

### Mitgliedschaften und Funktionen
- Chair des Melammu-Projekts (seit 2017)[2]
- Mitglied des wissenschaftlichen Komitees der Zeitschrift Kaskal (seit 2004)

## Veröffentlichungen (Auswahl)
- S. Ponchia: Mountain routes in Assyrian Royal Inscriptions (part I). In: KASKAL. Band 1, 2004, S. 139–178.
- S. Ponchia: Mountain routes in Assyrian Royal Inscriptions (part II). In: State Archives of Assyria Bulletin. Band 15, 2006, S. 193–271.
- S. Ponchia, M. Luukko: The Standard Babylonian Myth of Nergal and Ereškigal, State Archive of Assyria. Cuneiform Texts 8 (The Neo-Assyrian Text Corpus Project). Winona Lake 2013.
- S. Ponchia: Routes through the Mountains: Confrontations and Contacts between the Kingdom of Urartu and the Syro-Mesopotamian Regions in the 9th-7th centuries BC. In: O. Kunduraci und A. Aytaç (Hrsg.): IX International Turkic Culture, Art and Protection of Cultural Heritage Symposium Activity – Verona September 2015. Baku 2016, S. 3–9.